# 韩统山
韩统山（1930年—），男，黑龙江阿城县人，中国舞蹈编导、组织活动家，曾任中国舞蹈家协会常务理事。